# 朱安国家产团站
朱安國家産團站（：／ Juan-gukga-sandan yeok */?）副站名仁川J谷（인천J밸리），是仁川地鐵2號線沿線的一座地下車站，位於韓國仁川廣域市西區佳佐洞。

## 車站結構
站體為2面2線曲線式設計側式月台的地下車站，候車月台設有月台幕門，並有2處出口。

### 月台配置
| 蝲蛄溪 ↑ |
| \| 上    |
| ↓ 朱安   |

| 月台 | 路線               | 目的地                                                 |
| ---- | ------------------ | ------------------------------------------------------ |
| 上行 | ●仁川都市铁道2号线 | 仁川佳佐、石南、西區廳、亞運會賽場、黔岩、黔丹梧柳方向 |
| 下行 | ●仁川都市铁道2号线 | 朱安、南洞區廳、仁川大公園、雲宴方向                   |

## 歷史
- 2016年7月30日：落成啟用[1]。

## 車站周邊
- 韓國林內（朝鲜语：린나이코리아）
- 朱安國家產業園區
- 東區體育館
- 仁川佳佐網球場
- 仁川市立醫院

## 圖片

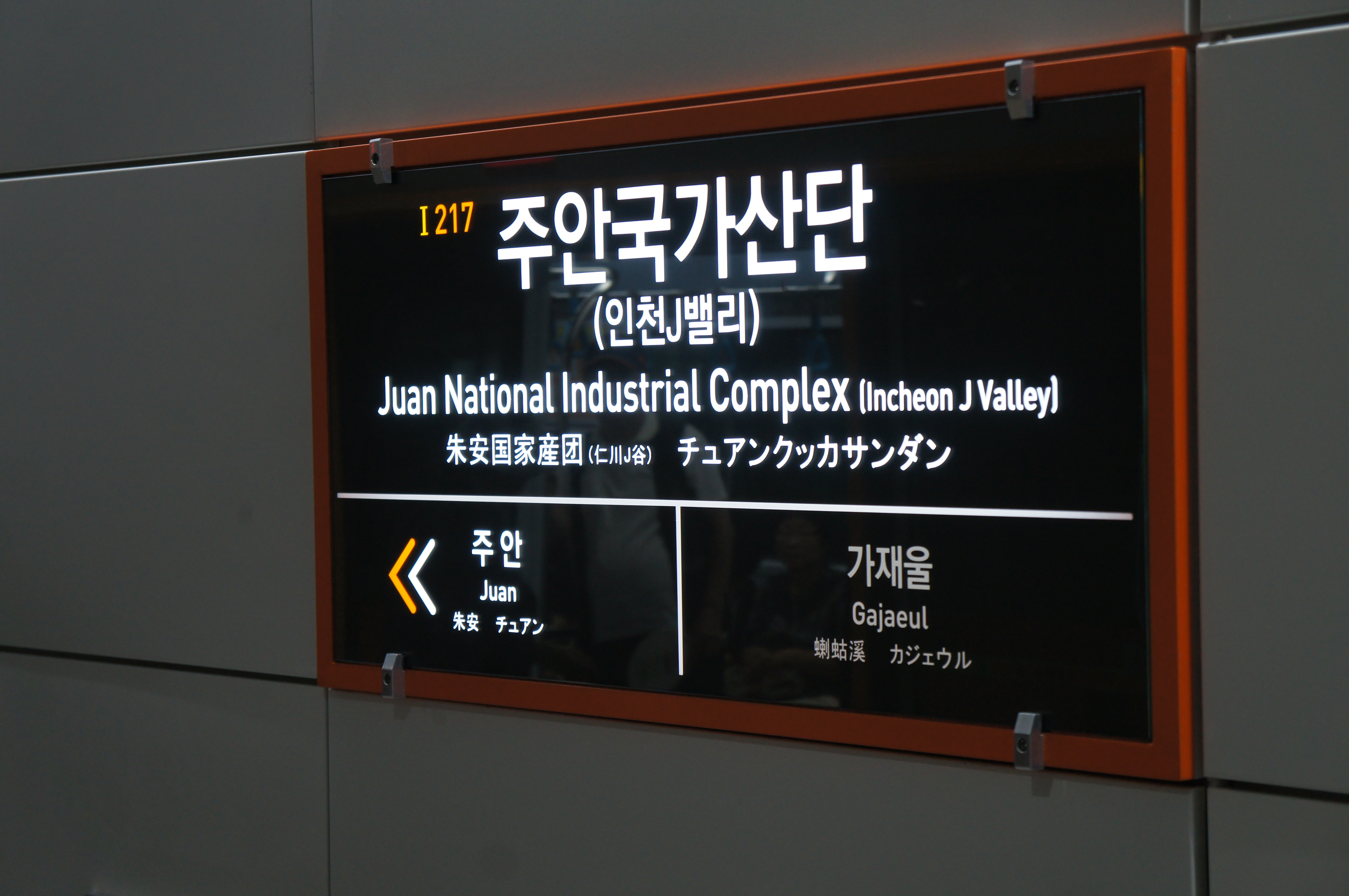
站名牌
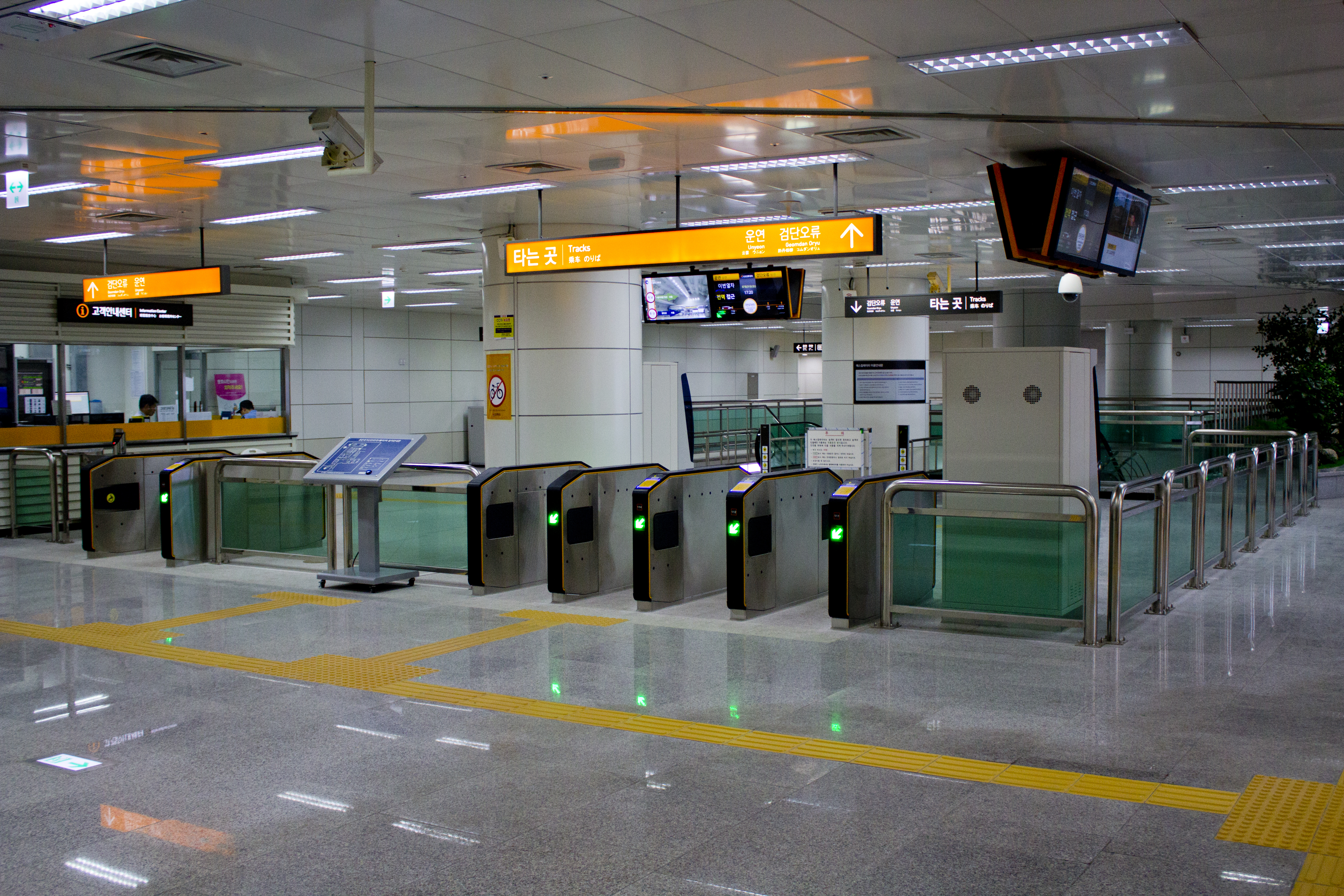
剪票閘口
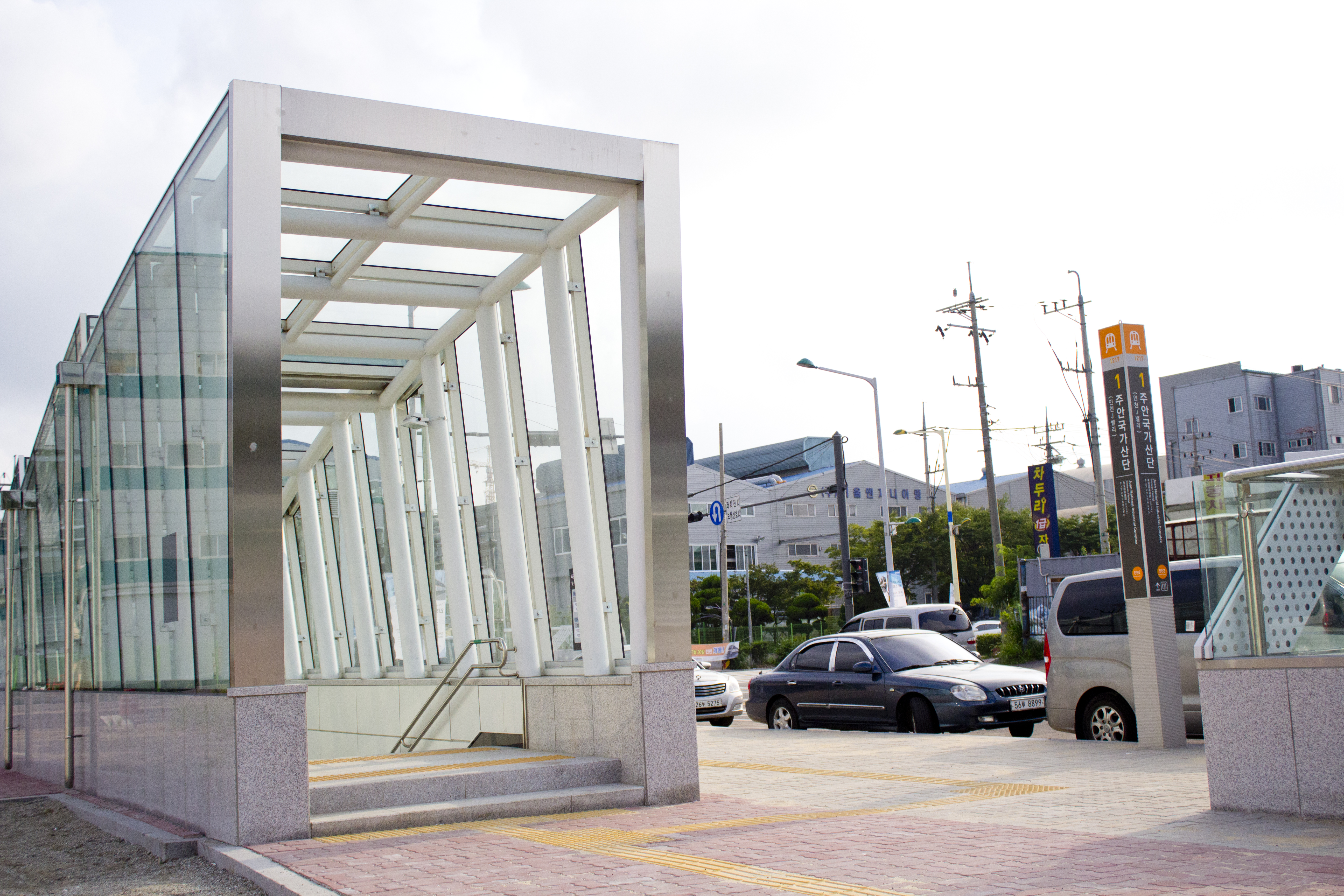
1號出口

## 相鄰車站
仁川交通公社
●仁川都市铁道2号线
蝲蛄溪（I216）－朱安國家產團（I217）－朱安（I218）